# Dirección General de Aeronáutica Civil (Honduras)
La Dirección General de Aeronáutica Civil (DGAC) es una agencia del gobierno de Honduras. DGAC es la autoridad de aviación civil de Honduras. Tiene su sede en Tegucigalpa.
La DGAC investiga accidentes aeronáuticos en Honduras. Las autoridades de Honduras delegan la investigación del accidente del Vuelo 390 de TACA a la Autoridad de Aviación Civil (AAC) de El Salvador según el Convenio sobre Aviación Civil Internacional.